# فرلین وانگ
فرلین وانگ (به انگلیسی: Ferlyn Wong)(زاده ۱ فوریه ۱۹۹۲) خواننده سنگاپوری است.